# Invasió de Britànnia per Juli Cèsar (55 aC)
La invasió de Britànnia per Juli Cèsar del 55 aC, coneguda també com al desembarcament de Dover, fou la primera de les dues expedicions que comandà Juli Cèsar contra els britans. A finals d'estiu del 55 aC, atès que els belgues de Britànnia ajudaven les tribus del continent en les seves lluites contra Roma, Cèsar decidí atacar-los a la seva illa.

## Antecedents
Atès que amb excepció dels comerciants, ningú del món romà no viatjava a Britànnia, i els coneixements dels clàssics no s'havien estès més enllà de la costa d'enfront de la Gàl·lia, pensant que trauria molt de profit d'una visita a l'illa Cèsar va enviar-hi Gai Volusè Quadrat amb un vaixell de guerra per a explorar els seus habitants i reconèixer llocs, ports i accessos, gairebé desconeguts per als gals.
Juli Cèsar es va traslladar al territori dels mòrins, on va dur la flota que havia lluitat contra els vènets el 56 aC a la batalla del Golf de Morbihan. Mentre Cèsar preparava l'expedició, alguns comerciants van informar els britans de les intencions del procònsol romà, i aquests, sorpresos per la imminent invasió romana, van enviar ambaixadors a Cèsar, amb la promesa de lliurar ostatges i obeir l'autoritat de Roma. Mentre Gai Volusè Quadrat tornava amb molta informació, Cèsar els va imposar a Commi, rei dels atrèbats, amb la missió de visitar Britànnia per tal d'instar el seu poble a ser fidel a Roma. Els mòrins van presentar-se a Cèsar demanant disculpes pel comportament passat i per tal de fer més segura la situació a la Gàl·lia abans de sortir, César va decretar el lliurament d'un gran nombre d'ostatges.

## Batalla
La legió VII Claudia i la legió X Gemina van embarcar amb vuitanta vaixells des de Portus Itius i la cavalleria amb uns divuit vaixells, possiblement des d'Ambleteuse. Els britans havien enviat la cavalleria i els carros de guerra per a esperar Cèsar al mar, mentre el gruix de l'exèrcit s'uniria a ells.
Acostant-se als penya-segats de Dubris, actual Dover, Cèsar es va adonar que l'enemic hi estava apostat observant la flota romana des de dalt dels penya-segats, tenint la vora del mar a tret de javelina. Cèsar no va creure factible un desembarcament en aquelles condicions i va decidir fer-se a la mar i navegar a la recerca d'un escenari millor. Finalment, va arribar a un tram de costa obert i planer on també trobà l'enemic desplegat, però no tan a la vora del mar, i va iniciar-hi el desembarcament, començant una gran batalla quan els britans van tractar d'impedir el desembarcament dels romans. Amb l'ús de ballistes muntades als vaixells, i amb moltes dificultats, els romans van aconseguir baixar a terra on els dos exèrcits es van enfrontar. Després d'una dura batalla, els britans van fugir, però els guanyadors no els van poder perseguir perquè la cavalleria encara era a la Gàl·lia. Els britans, vencedors morals, van decidir enviar ambaixadors per demanar la pau.
Els enviats van alliberar Commi i li van oferir a Cèsar diversos ostatges, però quan es van assabentar que la cavalleria romana s'havia quedat a la costa belga pel mal temps i les marees oceàniques havien malmès seriosament els vaixells de Cèsar, els britans van decidir reprendre les armes contra els invasors, i van sortir d'amagat del camp del procònsol. Cèsar, però, que havia intuït les intencions de l'enemic, va ordenar la reparació dels vaixells i preparar la defensa contra un possible atac, va proveir l'exèrcit del blat necessari i va enviar la legió VII Claudia, que un cop allunyada del camp principal va ser envoltada i atacada per tot arreu.
Cèsar, veient l'incident va prendre vuit cohorts de la legió X Gemina i va anar a gran velocitat, salvant la legió assetjada, i va tornar al campament base, on hauria de suportar l'atac enemic. Finalment, els britans, després d'haver reunit una gran quantitat d'infanteria i cavalleria, van atacar però van ser derrotats novament amb grans pèrdues, essent perseguits pels romans.

## Conseqüències
La victòria dels romans va obligar els britans a demanar la pau, i aquesta vegada Cèsar va obtenir el doble d'ostatges, i va tornar a la Gàl·lia amb les seves tropes.